# Grilled
«Grilled» es el segundo episodio de la segunda temporada de la serie de televisión estadounidense de drama Breaking Bad. Fue escrito por George Mastras y dirigido por Charles Haid.
Este episodio marca la última aparición en Breaking Bad de Raymond Cruz (Tuco Salamanca).

## Trama
Después de haber sido secuestrados por un Tuco enloquecido, Walt y Jesse son prisioneros en un escondite en el desierto donde cuida a su tío enfermo, el mudo Héctor Salamanca. Héctor fue una vez un narcotraficante, pero ahora está incapacitado por un derrame cerebral, pero puede comunicarse con una campana de escritorio. Hank y la DEA han rodeado a toda la organización de Tuco, y Tuco cree que uno de sus asociados lo delató. Tiene la intención de mantener a Walt y Jesse en el complejo hasta que sus primos los lleven a través de la frontera a México.
Hank, mientras tanto, se toma un poco de tiempo libre para buscar a Walt. Skyler está enferma de preocupación y ha estado distribuyendo folletos con la foto de Walt. Hank recuerda que Jesse Pinkman era la fuente de marihuana de Walt y trata de localizarlo. Walt intenta sin éxito envenenar un burrito que Tuco prepara con la ricina que ha preparado; Héctor frustra el intento, lo que lleva a Tuco a arremeter contra Walt y Jesse. Tuco los lleva afuera y planea matarlos. Walt y Jesse logran herir a Tuco y escapar. Hank aparece buscando a Jesse, y se enfrenta a un Tuco herido. Se produce un breve tiroteo y Hank mata a tiros a Tuco.

## Producción
El episodio fue escrito por George Mastras y dirigido por Charles Haid. Se emitió por AMC en los Estados Unidos y Canadá el 15 de marzo de 2009.

## Recepción de la crítica
«Grilled» fue muy bien recibido. Seth Amitin, de IGN, criticó el episodio por prolongar la entrada de Walt y Jesse al narcotráfico. Le dio al episodio un 8.9 de 10.